# Полное собрание русских летописей
По́лное собра́ние ру́сских ле́тописей (общепринятое сокращение ПСРЛ) — основное издание русских летописей, основополагающая книжная серия для изучения истории средневековой Руси.

## История создания
Работа над собранием была начата 18 февраля 1837 года и до сих пор далека от завершения. Тексты издаются в оригинале, с разночтениями по различным спискам, но без перевода и комментария (иногда лишь с краткими примечаниями). Предполагалось, что летописи будут издаваться по единому плану, но продолжительность издания привела к тому, что соблюдение такого плана оказалось невозможным.
Первоначально носила название: «Полное собрание русских летописей, изданное по Высочайшему повелению Археографическою Комиссиею», с 1918 года название: «Полное собрание русских летописей, издаваемое Археографическою Комиссиею», в 1920-е годы: «Полное собрание русских летописей, издаваемое Постоянною Историко-археографическою Комиссиею Академии наук СССР». Первым главным редактором был Я. И. Бередников.
В 1828 году по предложению Академии наук распоряжением Николая I была учреждена Археографическая экспедиция, которой был поручен сбор разнообразных источников по отечественной истории. Для издания собранных актов в 1834 году была создана Археографическая комиссия. Одной из её важных задач стало систематическое издание русских летописей в серии ПСРЛ.
Первоначальный план издания ПСРЛ принадлежал Н. Г. Устрялову и основывался на 168 известных летописных списках. Сборник должен был состоять из 5 частей: летопись Нестора во всех списках, отдельные летописи, летописные сборники, степенные книги и хронографы. Главным редактором сборника был назначен Я. И. Бередников, однако он решил публиковать списки в хронологическом порядке, начиная с самых древних, которыми он считал Новгородские летописи и не придерживаться строго переноса текста буква в букву.
Принципиально новый подход к публикации летописей принадлежит А. А. Шахматову, теперь любая публикация летописей должна была предваряться текстологическим исследованием. В течение своей жизни Шахматов принял участие в издании или переиздании 16-ти томов ПСРЛ из 24-х опубликованных на тот момент.
Были выпущены две крупные серии, которые позже неоднократно переиздавались:
- первое издание ПСРЛ 1841—1921 годов, в 24-х томах;
- второе издание ПСРЛ 1908—1926 годов, в 15-ти томах

Издания томов по годам без учёта переизданий:
- в 1841—1863 годах издано 10 томов (1—9 и 15);
- в 1885—1918 годах издано 13 томов (10—14 и 16—23);
- в 1921 году издан 1 новый том (24);
- в 1949—1989 годах издано 14 томов (25—38);
- в 1994—2004 годах издано 5 томов (39—43).

К настоящему времени в изданных томах представлены следующие основные способы передачи орфографии подлинника:
- в орфографии XIX века; в таком виде представлены, в частности, тома 7—14;
- в орфографии после реформы 1918 года (иногда с сохранением буквы ять как имевшей фонетическое значение); в таком виде издаются тома после 1949 года, то есть тома 25—43, а также переиздания томов 3, 5 и 6;
- в орфографии, приближённой к оригинальной (в частности, с юсами и выносными буквами); повторные издания томов 1 и 2.

## Изданные тома
- Том 1. Лаврентьевская летопись.
  - Т. 1. I. II. Лаврентьевская и Троицкая летописи. Архивировано 24 декабря 2013 года. — С.-Пб.: Тип. Эдуарда Праца, 1846. — 267 с. Текст. Архивировано 1 августа 2018 года..

В том включены: 1) древний текст летописи Нестора по Лаврентьевскому списку (852—1110 гг.); 2) продолжение Лаврентьевского списка (1112—1305 гг.); 3) Троицкая летопись (1206—1419 гг.). В приложениях к тому содержатся отчасти источники, а отчасти параллельные места летописи Нестора. Они извлечены из хронографа Георгия Амартола, Софийского харатейного Номоканона, харатейного Паремейника и Патерика Печерского.
- - 2-е изд. Летопись по Лаврентьевскому списку. — С.-Пб., 1872. — 592 с. (включает Суздальскую, или Московско-Академическую летопись.)
  - 3-е изд. Летопись по Лаврентьевскому списку. — 1897. — 534 с.
  - Т. 1. Лаврентьевская летопись. 2-е изд. Под ред. И. Ф. Карского.
    - Вып. 1. Повесть временных лет. — Л., 1926. Текст. Архивировано 1 августа 2018 года..
    - Вып. 2. Суздальская летопись по Лаврентьевскому списку. — Л., 1927. Текст. Архивировано 1 августа 2018 года..
    - Вып. 3. Приложения. Продолжение Суздальской летописи по Академическому списку. Указатели. — Л., 1928. Текст. Архивировано 1 августа 2018 года..

  - Т. 1. Лаврентьевская летопись. 3-е изд. — М., 1962. (фототипический репринт 1—3 выпусков 3-го издания)
  - Т. 1. Лаврентьевская летопись. 4-е изд. — М.: «Языки русской культуры», 1997. — 496 с. — ISBN 5-7859-0026-2. Допечатка: М., 2001. (Репринт издания 1926—1928 гг. с новым предисловием.) Текст. Архивировано 1 августа 2018 года..
  - Лаврентьевская летопись.[6]. — Рязань: «Александрия», 2001. — 586 с.
- Том 2. Ипатьевская летопись.
  - Т. 2. III. Ипатьевская летопись. Архивировано 24 декабря 2013 года. — С.-Пб: Тип. Эдуарда Праца, 1843. — 377 с. Включён «Ипатьевский список Волынской летописи» (1111—1305 гг.). В приложения включена также Густинская летопись (842—1597 гг.). Текст. Архивировано 3 марта 2022 года.
    - Летопись по Ипатскому списку. — 1871. — 706 с. Издание вне ПСРЛ для исправления недостатков издания 1843 г. по решению Археографической комиссии. Текст Ипатьевского списка впервые издан полностью с привлечением разночтений. В составе издания: Повесть временных лет до 1111 г.; летопись Киевской и Юго-Западной Руси (1111—1201); Галицко-Волынская летопись (1201—1292). Текст. Архивировано 3 марта 2022 года.

  - Т. 2. Ипатьевская летопись. 2-е изд. Под ред. А. А. Шахматова. — С.-Пб., 1908. Переизд.: М., 1962. — 938 стб. + 108 с. В основе издания текст Ипатьевского списка, в вариантах — чтения Хлебниковского и Погодинского списков, в приложении — разночтения из Ермолаевского списка. Текст. Архивировано 3 марта 2022 года.
  - Т. 2. Ипатьевская летопись. 3-е изд. Вып. 1. Под ред. А. А. Шахматова. — Пг., 1923. В разночтениях оставлен только Хлебниковский список. Издание не завершено, вышел только 1-й выпуск (до 1146 года). Текст. Архивировано 3 марта 2022 года.
  - Т. 2. Ипатьевская летопись. 4-е изд. — М., 1962. Репринт 2-го издания.
  - Т. 2. Ипатьевская летопись. 5-е изд. С предисл. Б. М. Клосса. — М.: «Языки русской культуры», 1998. — 648 с. — ISBN 5-7859-0057-2. Допечатка: М., 2001. Репринт издания 1908 года с новым предисловием. Архивировано 23 июня 2016 года., а также с именным и географическим указателем к изданию 1908 года. Архивировано 22 июня 2016 года., впервые выпущенным в 1975 году.
  - Ипатьевская летопись. — Рязань: «Александрия», 2001. — 674 с.
- Том 3. Новгородские летописи.
  - Т. 3. IV. Новгородские летописи. Архивировано 24 декабря 2013 года.. — СПб: Тип. Эдуарда Праца, 1841. — 320 с. Включены Новгородская первая летопись (1016—1442), Новгородская вторая летопись (911—1587), Новгородская третья летопись (988—1716). Текст. Архивировано 1 августа 2018 года.
  - Т. 3. Новгородские летописи (так названные Новгородская вторая и Новгородская третья летописи). — С.-Пб., 1879. — 628 с.

В состав 2-го изд. включены: Новгородская вторая летопись, напечатанная по рукописи Малиновского; отрывок из разряда новгородских летописей (1510—1569 гг.) из той же рукописи; роспись, или краткий летописец, новгородских владык; Новгородская третья летопись. В приложениях: Повесть о приходе царя Ивана IV Васильевича в Новгород; Сказание об осаде Тихвинского монастыря шведами в 1013 г, извлечённое из рукописи иконника Иродиона Сергеева (1658 год); два отрывка из летописного сборника, принадлежащего Новгородскому Николаевскому Дворищенскому собору (охватывают 1583—1767 и 1571—1824 годы, соответственно). Текст. Архивировано 1 августа 2018 года.
- -     - Новгородская летопись по Синодальному харатейному списку. — С.-Пб., 1888. — 600 с.

Вне серии ПСРЛ. Отдельное переиздание Новгородской первой летописи. За основу взят Синодальный список, недостающее начало напечатано по Академическому, Археографическому и Толстовскому спискам. После текста собственно Синодального списка, доводящего изложение событий до 1352 г., помещено продолжение Новгородской летописи по списку Археографической Комиссии (1333—1446 гг.) и Приложения: а) Родословные росписи великих князей русских, списки князей Великого Новгорода, новгородских посадников и тысяцких, русских митрополитов, новгородских владык и архимандритов, список русских городов; б) Правило о церковных людях, десятинах, мерах и епископских судах; в) Рукописание св. вел. князя Владимира; г) Устав вел. князя Ярослава о святительских судах; д) Устав вел. князя Всеволода о церковных судах; е) Русская Правда; ж) Устав кн. Владимира Всеволодовича; з) Устав вел. князя Ярослава о мостах; и) Рукописание князя Всеволода. Текст. Архивировано 1 августа 2018 года.
- -     - Новгородская первая летопись старшего и младшего изводов. — М.-Л., 1950.

Вне серии ПСРЛ. Новое переиздание Новгородской первой летописи. Новгородская первая летопись старшего извода издана по единственному известному Синодальному списку, а Новгородская первая летопись младшего извода — по Комиссионному, с вариантами из Академического и Толстовского списков. Полностью приводятся тексты Синодального и Комиссионного списков (с разночтениями по Академическому и Толстовскому), нелетописные статьи Комиссионного, Троицкий список и фрагменты Воронцовского, отражающие утраченные листы Академического списка. Текст. Архивировано 1 августа 2018 года.
- - Т. 3. Новгородская первая летопись старшего и младшего изводов. — М.: «Языки русской культуры», 2000. — 720 с. — ISBN 5-7859-0126-9. Репринтное переиздание отдельного академического издания 1950 года с новым предисловием и двумя новыми приложениями. Текст. Архивировано 1 августа 2018 года.
  - Новгородская первая летопись старшего и младшего изводов. — Рязань: «Александрия», 2001. — 656 с.
- Том 4.
  - Т. 4. IV. V. Новгородская и Псковская летописи. Архивировано 24 декабря 2013 года.[7] — СПб: Тип. Эдуарда Праца, 1848. — 360 с.
  - Т. 4. Ч. 1. Новгородская 4-я летопись. Вып. 1. — Пг., 1915. — 332 с.
  - Т. 4. Ч. 1. Новгородская 4-я летопись. Вып. 2. — Л., 1925.
  - Т. 4. Ч. 1. Новгородская 4-я летопись. Вып. 3. — Л., 1929.
  - Т. 4. Ч. 1. Новгородская четвертая летопись. — М.: «Языки русской культуры», 2000. — 728 с. — ISBN 5-88766-063-5.
  - Т. 4. Ч. 2. Новгородская 5-я летопись. Вып. 1. Пг., 1917. — 272 с. (вып. 2 не издан). Хронографический список Н5Л использован для вариантов при первом издании Н4Л, а затем вынесен отдельно.
  - Новгородские летописи. В 2 кн. — Рязань: «Александрия». 2002. — Кн. 1, 308 с. Кн. 2, 292 с.
- Том 5. Псковская и Софийская летописи.
  - Т. 5. V. VI. Псковская и Софийская летописи. Архивировано 24 декабря 2013 года.[8] — СПб: Тип. Эдуарда Праца, 1851. — 275 с.
  - Т. 5. Вып. 1. Софийская 1-я летопись. Изд. 2-е. Л.,1925. (выпуск 2 не издан)
  - Т. 5. Вып. 1. Псковские летописи. — М.: «Языки русской культуры», 2003. — 256 с. — ISBN 5-7859-0198-6.
  - Т. 5. Вып. 2. Псковские летописи. — М.: «Языки русской культуры», 2000. — 368 с. — ISBN 5-7859-0135-8.
- Т. 6.
  - Т. 6. VI. Софийские летописи. Архивировано 24 декабря 2013 года.[9] — СПб: Тип. Эдуарда Праца, 1853. — 358 с.
  - Т. 6. Вып. 1. Софийская первая летопись старшего извода. Подг. текста С. Н. Кистерева и Л. А. Тимошиной, предисл. Б. М. Клосса. — М.: «Языки русской культуры», 2000. — 320 с. — ISBN 5-7859-0122-6.
  - Т. 6. Вып. 2. Софийская вторая летопись. Подг. текста С. Н. Кистерева и Л. А. Тимошиной, предисл. Б. М. Клосса. — М.: «Языки русской культуры», 2001. — 240 с. — ISBN 5-7859-0136-6.
- Том 7.
  - Т. 7. VII. Летопись по Воскресенскому списку. Архивировано 24 декабря 2013 года. Подготовлена к изданию Я. И. Бередниковым и А. Ф. Бычковым под ред. А. С. Норова. — СПб: Тип. Эдуарда Праца, 1856. — 345 с.
  - Воскресенская летопись, т. 1. — Рязань: «Узорочье», 1998. — 645 с.
  - Т. 7. Летопись по Воскресенскому списку. — М.: «Языки русской культуры», 2001. — 360 с. — ISBN 5-7859-0137-4.
- Том 8.
  - Т. 8. VII. Продолжение летописи по Воскресенскому списку. Архивировано 24 декабря 2013 года. Под ред. А. Ф. Бычкова. — СПб: Тип. Эдуарда Праца, 1859. — 301 с.
  - Воскресенская летопись, т. 2. — Рязань: «Узорочье», 1998. — 624 с.
  - Т. 8. Продолжение летописи по Воскресенскому списку. — М.: «Языки русской культуры», 2001. — 312 с. — ISBN 5-7859-0138-2.
- Указатель к первым восьми томам.
  - Выпуск 1. Архивировано 24 декабря 2013 года. — СПб:, 1868. — С. 1—124.
  - Выпуск 2. Архивировано 24 декабря 2013 года. — СПб:, 1869. — С. 125—208.
  - Выпуск 3. Архивировано 24 декабря 2013 года. — СПб: Тип. брат. Пантелеевых, 1875. — С. 209—459.
  - Отд. 1. Указатель лиц. СПб, 1868.
  - Отдел 2. Указатель географический. Архивировано 24 декабря 2013 года. — СПб: Тип. главного управления уделов, 1907. — 576 с.
- Том 9. Никоновская летопись
  - Т. 9. VIII. Летописный сборник, именуемый Патриаршею или Никоновскою летописью. Архивировано 24 декабря 2013 года. Под ред. А. Ф. Бычкова. — СПб: Тип. Эдуарда Праца, 1862. — 256 с.
  - Переиздание: М., 1965.
  - Т. 9. — М.: «Языки русской культуры», 2000. — 288 с. — ISBN 5-7859-0121-8.
- Том 10. Никоновская летопись
  - Т. 10. VIII. Летописный сборник, именуемый Патриаршею или Никоновскою летописью. Архивировано 24 декабря 2013 года. Под ред. А. Ф. Бычкова. — СПб: Тип. министерства внутренних дел, 1885. — 244 с.
  - Переиздание: М., 1965.
  - Т. 10. — М.: «Языки русской культуры», 2000. — 248 с. — ISBN 5-7859-0130-7.
- Том 11. Никоновская летопись
  - Т. 11. VIII. Летописный сборник, именуемый Патриаршею или Никоновскою летописью. Архивировано 24 декабря 2013 года. Под ред. С. Ф. Платонова. — СПб: Тип. И. Н. Скороходова, 1897. — 254 с.
  - Репринт: М., 2000. — 264 с. — ISBN 5-7859-0131-5.
- Том 12. Никоновская летопись
  - Т. 12. VIII. Летописный сборник, именуемый Патриаршею или Никоновскою летописью. Архивировано 24 декабря 2013 года. Под ред. С. Ф. Платонова при участии С. А. Адрианова. — С.-Пб. : Тип. И. Н. Скороходова, 1901. — 266 с.
  - Т. 12. Репринт: М., 2000. — 272 с. — ISBN 5-7859-0132-3.
- Том 13. Никоновская летопись
  - Т. 13. 1-я половина. VIII. Летописный сборник, именуемый Патриаршею или Никоновскою летописью. Архивировано 24 декабря 2013 года. Под ред. С. Ф. Платонова при участии С. А. Адрианова — С.-Пб. : Тип. И. Н. Скороходова, 1904. — 302 с.
  - Т. 13. 2-я половина. I. Дополнения к Никоновской летописи. II Так называемая царственная книга. Архивировано 24 декабря 2013 года. Под ред. С. Ф. Платонова. — С.-Пб. : Тип. И. Н. Скороходова, 1906. — 303—532 с.
  - Т. 13. — М.: «Языки русской культуры», 2000. — 544 с. — ISBN 5-7859-0133-1.
- Том 14.
  - Т. 14. 1-я половина. I. Повесть о честном житии царя и великого князя Феодора Ивановича всея Руссии. II. Новый летописец. Архивировано 24 декабря 2013 года. Под ред. С. Ф. Платонова и П. Г. Васенко — СПб: Тип. М. А. Александрова, 1910. — 154 с.
  - Т. 14. 2-я половина. Указатель к Никоновской летописи (IX—XIV тт.). Архивировано 24 декабря 2013 года. Под ред. В. Г. Дружинина. — Петроград: Тип. министерства земледелия, 1918. — 285 с.
  - Т. 14. Никоновская летопись. С приложением извлечений из монографии Б. М. Клосса «Никоновский свод и русские летописи XVI—XVII веков». — М.: «Языки русской культуры», 2000. — 600 с. — ISBN 5-7859-0134-X.
- Том 15.
  - Т. 15. Летописный сборник, именуемый Тверской летописью. Архивировано 24 декабря 2013 года. Под ред. А. Ф. Бычкова. — СПб: Тип. Леонида Демиса, 1863. — 504 с.
  - Т. 15.1. Рогожский летописец. Пг,1922.
  - ТТ. 15 и 15.1 перепечатаны вместе — М.,1965.
  - Тверские летописи [Летописец Рогожский. Летописный сборник, именуемый Тверской летописью]. Тверь, Тверское областное книжно-журнальное изд-во, 1999. — 252 с. — ISBN 5-85457-154-4.
  - Рогожский летописец. Тверская летопись. — Рязань: «Узорочье», 2000. — 608 с.
  - Т. 15. Рогожский летописец. Тверской сборник. — М.: «Языки русской культуры», 2000. — 432 с. — ISBN 5-7859-0126-9.
- Том 16.
  - Т. 16. Летописный сборник, именуемый летописью Авраамки. Архивировано 24 декабря 2013 года. Под ред. А. Ф. Бычкова и К. Н. Бестужева-Рюмина. — СПб, 1889. — 320 с.
  - Т. 16. Летописный сборник, именуемый летописью Авраамки. — М.: «Языки русской культуры», 2000. — 252 с. — ISBN 5-7859-0119-6)
- Том 17.
  - Т. 17. Западнорусские летописи. Архивировано 24 декабря 2013 года. Под ред. С. Л. Пташицкого и А. А. Шахматова. — СПб: Тип. М. А. Александрова, 1907. — 612,618-648 с.[10]
  - Т. 17. Западнорусские летописи. — М.: «Языки славянской культуры», 2008. — 384 с. — ISBN 5-9551-0171-3.
- Том 18.
  - Т. 18. Летопись Симеоновская. Архивировано 24 декабря 2013 года.. Под ред. А. Е. Преснякова. — СПб: Тип. М. А. Александрова, 1913. — 316 с.
  - Симеоновская летопись. — Рязань: «Узорочье», 1997. — 638 с.
  - Т. 18. Симеоновская летопись. — М.: «Языки славянской культуры», 2007. — 328 с. — ISBN 5-9551-0064-4.
- Том 19. История о Казанском царстве
  - Т. 19. История о Казанском царстве. Архивировано 24 декабря 2013 года. Под ред. Г. З. Кунцевича. — СПб: Тип. И. Н. Скороходова, 1903. — С. 496, 498—529.
  - Т. 19. История о Казанском царстве. — М.: «Языки русской культуры», 2000. — 368 с. — ISBN 5-7859-0128-5.
- Том 20. Львовская летопись
  - Т. 20. 1-я половина. Львовская летопись. Ч. 1. Архивировано 24 декабря 2013 года. Под ред. С. А. Адрианова. — С.-Пб.: Тип. М. А. Александрова, 1910. — 418 с.
  - Т. 20. 2-я половина. Львовская летопись. Ч. 2. Архивировано 24 декабря 2013 года. Под ред. С. А. Адрианова. — С.-Пб.: Тип. М. А. Александрова, 1914. — С. 420—686.
  - Львовская летопись. — Рязань: «Узорочье», 1999. — Т. 1, 720 с. Т. 2, 648 с.
  - Т. 20. Львовская летопись. — М., 2004. — 704 с. — ISBN 5-94457-046-6
- Том 21. Степенная книга.
  - Т. 21. 1-я половина. Книга Степенная царского родословия. Ч. 1. Архивировано 24 декабря 2013 года. Под ред. П. Г. Васенко. — СПб: Тип. М. А. Александрова, 1908. — 342 с.
  - Т. 21. 2-я половина. Книга Степенная царского родословия. Ч. 2. Архивировано 24 декабря 2013 года. Под ред. П. Г. Васенко. — СПб: Тип. М. А. Александрова, 1913. — С. 344—708.
  - Т. 1. Степенная книга царского родословия по древнейшим спискам. — М.: «Языки славянской культуры», 2007. — 598 с. — ISBN 5-9551-0169-1.
  - Т. 2. — М.: «Языки славянской культуры», 2008. — 568 с. — ISBN 978-5-9551-0274-0
  - Т. 3. — М.: «Языки славянской культуры», 2012. — 472 с. — ISBN 978-5-9551-0502-4
- Том 22. Русский хронограф.
  - Т. 22. Русский хронограф.
    - Вып. 1. Хронограф редакции 1512 года. Ред. С. П. Розанова. — С.-Пб., 1911. — 580 с. Текст. Архивировано 9 сентября 2018 года.
    - Вып. 2. Хронограф западно-русской редакции. — С.-Пб., 1914. — 302 с. Текст. Архивировано 9 сентября 2018 года.

  - Т. 22. Русский хронограф. — М.: «Языки славянской культуры», 2005. — 896 с. — ISBN 5-9551-0029-6.
- Том 23. Ермолинская летопись.
  - Т. 23. Ермолинская летопись. Архивировано 22 декабря 2013 года. Под ред. Ф. И. Покровского. — СПб: Тип. М. А. Александрова, 1910. — 342 с.
  - Ермолинская летопись. — Рязань: «Узорочье», 2000. — 560 с.
  - Т. 23. Ермолинская летопись. — М.: «Языки славянской культуры», 2004. — 256 с. — ISBN 5-7859-0150-1.
- Том 24. Типографская летопись.
  - Т. 24. Летопись по Типографскому списку. — Пг., 1921. — 272 с. Текст. Архивировано 1 августа 2018 года.
  - Типографская летопись. — Рязань: «Узорочье», 2000. — 576 с.
  - Т. 24. Типографская летопись. — М.: «Языки русской культуры», 2000. — 288 с. — ISBN 5-7859-0120-X.
- Том 25. Московский летописный свод конца XV века
  - Т. 25. Московский летописный свод конца XV века. Под ред. М. Н. Тихомирова. — М.; Л., 1949. — 464 с. Текст. Архивировано 28 сентября 2018 года.
  - Московский летописный свод конца XV века. — Рязань: «Узорочье», 2000. — 656 с.
  - Московский летописный свод конца XV века. — М.: «Языки славянской культуры», 2004. — 488 с. — ISBN 5-7859-0187-0 Текст. Архивировано 28 сентября 2018 года.
- Том 26. Вологодско-Пермская летопись.
  - Т. 26. Вологодско-Пермская летопись. Архивировано 1 августа 2018 года.. — М.; Л., 1959. — 413 с. Текст. Архивировано 1 августа 2018 года.
  - Т. 26. Вологодско-Пермская летопись. Предисл. Б. М. Клосса. — М.: «Языки славянской культуры», 2006. — 432 с. — ISBN 5-9551-0063-6.
- Том 27. Никаноровская летопись.
  - Т. 27. Никаноровская летопись. Сокращенные летописные своды конца XV века. — М.; Л., 1962. — 418 с. Включает своды 1493 и 1495 годов. Текст. Архивировано 1 августа 2018 года.
  - М.: «Языки славянской культуры», 2007. — 424 с. — ISBN 5-9551-0071-7.
- Том 28. Летописный свод 1497 г. Летописный свод 1518 г.
  - Т. 28. Летописный свод 1497 г. Летописный свод 1518 г. — М.; Л.: Изд-во АН, 1963. — 411 с. Текст. Архивировано 1 августа 2018 года.
- Том 29. Летописец начала царства царя и великого князя Ивана Васильевича. Александро-Невская летопись. Лебедевская летопись.
  - Т. 29. Летописец начала царства царя и великого князя Ивана Васильевича. Александро-Невская летопись. Лебедевская летопись. — М.: «Наука», 1965. — 390 с. Текст. Архивировано 1 августа 2018 года.
  - М.: «Знак», 2009. — 392 с. — ISBN 978-5-9551-0173-6.
- Том 30. Владимирский летописец. Новгородская вторая (Архивская) летопись.
  - Т. 30. Владимирский летописец. Новгородская вторая (Архивская) летопись. — М.: «Наука», 1965. — 240 с. Текст. Архивировано 28 сентября 2018 года.
  - Т. 30. Владимирский летописец. Новгородская вторая (Архивская) летопись. Предисл. О. Л. Новиковой. — М.: «Языки славянской культуры», 2009. — 242 с. — ISBN 978-5-9551-0177-4.
- Том 31. Летописцы последней четверти XVII в.
  - Т. 31. Летописцы последней четверти XVII в. — М.: «Наука», 1968. — 263 с. Мазуринский летописец. Летописец 1619—1691 годов. Летописное сказание Петра Золотарёва. Текст. Архивировано 9 сентября 2018 года.
- Том 32.
  - Т. 32. Хроники: Литовская и Жмойтская, и Быховца. Летописи: Баркулабовская, Аверки и Панцырного. — М.: «Наука», 1975. — 235 с. pdf. Архивировано 21 марта 2019 года.
- Том 33.
  - Т. 33. Холмогорская летопись. Двинской летописец. — Л.: «Наука», 1977. — 250 с. Текст. Архивировано 9 сентября 2018 года.
- Том 34.
  - Т. 34. Постниковский. — М.: «Наука», 1978. — 304 с.
- Том 35.
  - Т. 35. Летописи белорусско-литовские. Сост. и автор предисл. Н. Н. Улащик. — М.: «Наука», 1980. — 306 с.
- Том 36. Сибирские летописи.
  - Краткая сибирская летопись (Кунгурская) со 154 рисунками. Под ред. А. Зоста. — С.-Пб.: Тип. Ф. Г. Елеонского и К°, 1880.
  - Т. 36. Сибирские летописи, ч. 1. Группа Есиповской летописи. Предисл. Н. Н. Покровского, Е. К. Ромодановской. — М.: Наука, 1987. — 381 с. pdf. Архивировано 21 марта 2019 года.
  - Сибирские летописи. Краткая сибирская летопись (Кунгурская). — Рязань: Александрия, 2008. — 688 с.
- Том 37.
  - Т. 37. Устюжские и вологодские летописи XVI—XVIII вв. Сост. Н. А. Казакова, К. Н. Сербина. — Л.: «Наука», 1982. — 228 с.
- Том 38.
  - Т. 38. Радзивиловская летопись. Изд. подг. М. Д. Приселковым. — Л.: «Наука», 1989. — 177 с.
- Том 39.
  - Т. 39. Софийская первая летопись по списку И. Н. Царского. Ред. В. И. Буганов, Б. М. Клосс. — М.: «Наука», 1994. — 204 с.
- Том 40.
  - Т. 40. Густынская летопись. Текст подг. Ю. В. Анхимюк, С. В. Завадская, О. В. Новохатко, А. И. Плигузов. — С.-Пб.: «Дмитрий Буланин», 2003. — 202 с. — ISBN 5-86007-200-7.
- Том 41.
  - Т. 41. Летописец Переславля Суздальского (Летописец русских царей). Предисл. Б. М. Клосса. — М.: «Археографический центр», 1995. — 184 с.
- Том 42.
  - Т. 42. Новгородская Карамзинская летопись. — С.-Пб.: «Дмитрий Буланин», 2002. — 221 с. — — ISBN 5-86007-217-1.
- Том 43.
  - Т. 43. Новгородская летопись по списку П. П. Дубровского. Подг. текста О. Л. Новиковой. — М.: «Языки славянской культуры», 2004. — 367 с. — ISBN 5-94457-046-6.
- Том 44.
  - Т. 44. Летопись Авраамки. — С.-Пб.: Изд-во СПБГУ, 2018. — 224 с. — ISBN 978-5-288-05879-0.
- Том 45.
  - Т. 45. Варшавский летописный сборник. — С.-Пб.: Изд-во СПБГУ, 2018. — 174 с. — ISBN 978-5-288-05881-3.
- Том 46.
  - Т. 46. Летопись Лавровского. — С.-Пб.: Изд-во СПБГУ, 2018. — 224 с. — ISBN 978-5-288-05880-6.